# Било једном у Холивуду
Било једном у Холивуду (енгл. Once Upon a Time in Hollywood) амерички је хумористичко-драмски филм из 2019. године у режији и по сценарију Квентина Тарантина, док су продуценти филма Дејвид Хејман, Шенон Макинтош и Тарантино. Главне улоге тумаче Леонардо Дикаприо као Рик Далтон и Бред Пит као Клиф Бут, док су у осталим улогама Марго Роби, Емил Херш, Маргарет Куели, Тимоти Олифант, Остин Батлер, Дакота Фанинг, Брус Дерн и Ал Пачино. Радња филма се дешава 1969. године у Лос Анђелесу и прати живот глумца Рика Далтона и његовог каскадера Клифа Бута, као и њихово преживљавање у промењивој филмској индустрији, уз „разне приче у модерној бајци која одаје почаст последњим тренуцима златног доба у Холивуду.”
Снимање је трајало од јуна до новембра 2018. у Лос Анђелесу. Ово је уједно био и последњи филм Лука Перија, који је преминуо 4. марта 2019. године. Светска премијера филма је била одржана 21. маја 2019. на Канском филмском фестивалу, док је у Сједињеним Америчким Државама почео да приказује од 26. јула 2019. године. Буџет филма је износио 90 милиона долара, а зарада од филма је  износила 377,6 милиона долара.
Филм је добио пет номинација за награду Златни глобус и победио у три укључујући награду за најбољи филм (мјузикл или комедија) и најбољег споредног глумца у играном филму (Пит). Такође, добио је и десет номинација за награду БАФТА укључујући номинације за најбољи филм, најбољу режију (Тарантино), најбољег глумца у главној улози (Дикаприо) и најбољег глумца у споредној улози (Пит) који је и победио. Дана 13. јануара 2019. године филм је добио номинације за десет Оскара укључујући номинације за најбољи филм, најбољу режију (Тарантино), најбољег глумца у главној улози (Дикаприо) и најбољег глумца у споредној улози (Пит). На 92. додели Оскара, филм је добио Оскара за најбољег глумца у споредној улози (Пит).
Роман заснован на филму, који је написао Тарантино, објављен је 2021. године. Наставак, The Adventures of Cliff Booth, тренутно је у фази развоја.

## Радња
У фебруару 1969, ветеран и остарели холивудски глумац, Рик Далтон, звезда телевизијске вестерн серије из 1950-их, Bounty Law, плаши се да ће његова каријера да се приведе крају. Агент за доделу улога Марвин Шварц, саветује га да отпутује у Италију како би снимао Шпагети-вестерне, за које Далтон осећа да су испод његовог нивоа. Далтонов пријатељ и каскадер, Клиф Бут, ратни ветеран, вешт у борби прса у прса, који живи у малој приколици са својим питбулом, Бренди − вози Далтона око Лос Анђелеса, јер је Далтону одузета возачка дозвола због вожње под утицајем алкохола. Бут се бори да пронађе посао у Холивуду због гласина да је убио своју супругу. Глумица Шерон Тејт и њен супруг, режисер Роман Полански преселили су се у кућу одмах поред Далтонове. Далтон сањари да се спријатељи са њима, што би му помогло као средство оживљавања његове опадајуће глумачке каријере. Те ноћи, Тејтова и Полански присуствују прослави препуној славних личности у Плејбојевој вили.
Следећег дана, док је поправљао Далтонову ТВ антену, Бут се присетио спаринг надметања које је имао са Брус Лијем, док је радио на снимању серије Зелени стршљен, због чега је Бут био отпуштен. У међувремену, Чарлс Менсон одлази до резиденције Поланског, тражећи музичког продуцента Терија Мелчера, који је тамо некада живео, али га је Џеј Себринг тера одатле. Тејтова иде у куповину и зауставља се у једном биоскопу, како би гледала себе у филму The Wrecking Crew. У међувремену, Далтон је добио улогу негативца у пилот епизоди серије Lancer и започиње разговор са осмогодишњом глумицом Труди Фрејзер која такођер глуми у тој серији. Далтон се бори да савлада своје дијалоге. Након кризе коју је доживио у приколици у којој је спавао, Далтон пружа изведбу која импресионира Фрејзерову и режисера, Сема Вонамејкера, тако јачајући Далтоново самопоуздање.
Док је возио Далтонов аутомобил, Бут повезује једну аутостоперку по имену Пусикет. Она га одводи до Спановог ранча, где је Бут једном радио на сету серије Bounty Law. Тамо је приметио многе хипије који ту живе (Менсонова породица). Сумњајући да искоришћавају власника ранча, Џорџа Спана, Бут инсистира да се види са њим упркос приговорима Линет Фруми. Бут напокон разговара са Спаном, који одбацује сву његову забринутост. По изласку, Бут открива да је Менсонов следбеник, Стив „Клем” Гроган, исекао гуму на Далтоновом аутомобилу; Бут га пребија и присиљава га да је промени. Текс Вотсон долази у помоћ, али он касно стиже док се Бут одвози.
Након гледања гостујућег наступа Далтона у епизоди серије ФБИ, Шварц му нуди главну улогу у следећем Шпагети-вестерну, Небраска Џим, у режији Серђа Корбучија. Далтон води Бута са собом на шестомесечни боравак у Италији, током којег се појављује у два додатна вестерна и једној шпијунској комедији, и жени се италијанском старлетом Франческом Капучи. Са новом супругом, Далтон обавештава Бута да више не може да приушти његове услуге. 
Током поподнева 8. августа 1969, њиховог првог дана назад у Лос Анђелесу, Далтон и Бут одлазе на пиће како би се прославили времена током којих су радили заједно, а затим се враћају у Далтонову кућу. Тејтова, Себринг и остали вечерају, а затим се враћају у Тејтину кућу. Бут пуши цигарету натопљену асидом, коју је купио од хипи девојке на улици и води пса Бренди у шетњу, док Далтон припрема пиће. Текс, Сузан Аткинс, Линда Kасабијан и Патриша Kренвинкел довозе се аутом и у близини се паркирају, припремајући се за убиство Шерон Тејт у њеној кући, а све по Менсоновом наређењу. Далтон чује гласан аутомобил и наређује хипијима да се губе из његове улице. Препознајући Далтона, њихови планови се мењају, па чланови Менсонове породице одлучују да њега убију уместо Тејтове, након што Сузан наведе као разлог то што их је Холивуд „научио убијању”. Линда Kасабијан напушта групу и одвози се, остављајући њих троје на улици. Они упадају у Далтонову кућу и сукобљавају се са Франческом Капучи и Бутом, али их Бут препознаје од његове посете Спановом ранчу. Бут наређује псу Бренди да их нападне они и заједно убијају Патришу и Текса и тешко рањавају Сузан, иако је Бут био повређен и онесвешћен током препирке. Сузан се спотиче напољу, алармирајући Далтона, који је у свом базену слушао музику на слушалицама, не слутећи шта се око њега дешавало. Далтон узима бацач пламена који је претходно користио у филму и спаљује Сузан. Након свега, Бут је одведен у болницу на лечење због задобијених повреда, док Себринг разговара са Далтоном и позива га да попије пиће са Тејтовом и њеним пријатељима у њеној кући, а он пристаје.

## Улоге
| Глумац            | Улога                 |
| ----------------- | --------------------- |
| Леонардо Дикаприо | Рик Далтон            |
| Бред Пит          | Клиф Бут              |
| Марго Роби        | Шерон Тејт            |
| Емил Херш         | Џај Себринг           |
| Маргарет Кволи    | Пусикет               |
| Рафал Завиерука   | Роман Полански        |
| Тимоти Олифант    | Џејмс Стејси          |
| Остин Батлер      | Чарлс „Текс” Вотсон   |
| Дакота Фанинг     | Линет Фруми           |
| Брус Дерн         | Џорџ Спан             |
| Ал Пачино         | Марвин Шварц          |
| Лук Пери          | Вејн Маундер          |
| Дејмијан Луис     | Стив Маквин           |
| Лоренца Ицо       | Франческа Капучи      |
| Мајк Мо           | Брус Ли               |
| Мајки Медисон     | Сејди                 |
| Данијела Харис    | Ејнџел                |
| Курт Расел        | Ренди Милер и наратор |